# Michael Jenifer Stone
Michael Jenifer Stone (ur. 1747, zm. w 1812) – amerykański prawnik i polityk. W latach 1789–1791 podczas pierwszej kadencji Kongresu Stanów Zjednoczonych był przedstawicielem pierwszego okręgu wyborczego w stanie Maryland w Izbie Reprezentantów Stanów Zjednoczonych.
Jego wnuk, Frederick Stone, także reprezentował stan Maryland w Izbie Reprezentantów Stanów Zjednoczonych w latach 1867–1871.